# ザ・ロンゲストショー
ザ・ロンゲストショーは、1973年4月7日から1979年3月31日まで、東京12チャンネル（現：テレビ東京）で、毎週土曜日日中（開始当初は12時台から、その後11時30分スタートの時代もあり）に放送された長時間のワイド番組である。初代総合司会者は、橋本テツヤ。

## 概要
番組は芸能、週末レジャー情報やエンターテインメント、また現在のウイニング競馬の源流となる中央競馬実況中継（関東開催分）などを織り込んだ5時間半の生放送番組だった（その後放送時間枠は4時間15分や4時間30分、4時間45分、5時間15分と流動的に変更された）。
放送終了まで競馬中継を除き関東ローカルでネット局はなかった。
1979年3月に終了した後もこれの続編とも取れる「ウィークエンド東京」（司会：橋幸夫）が同年4月より1981年3月末までの2年間放送された。1981年4月以降は現在まで競馬中継を織り込んだ生放送番組は放送されていない。
また、土曜日午後の生番組は、1988年に午後1時から「E子のランチタイム」、1989年に午後1時半から「DONDONウイークリー 会議中ですよ!」が放送されていたが、いずれも1年程度で終了している。さらに土曜日のゴールデンタイムには全国ネット番組として、1983年に「TVフォーカス～NEWSだけがNEWSじゃない～」、1984年に「テレビあっとランダム」、さらに1990年に「徳光のTVコロンブス」がこれまで放送された。特に「テレビあっとランダム」は5年半、「徳光のTVコロンブス」も5年間続き1982年発足したメガTONネットワーク(現在のTXNネットワーク）以外の放送局にもネットされた。
なお、関東地方における土曜日午前から午後にかけて4時間以上生放送されているテレビ番組は、1996年放送開始、現在も放送中の「王様のブランチ」(TBSテレビ）まで17年間なかった。

## 出演者

### メイン司会
- 橋本テツヤ（初代司会）
- 阿刀田高（2代目司会）

### アシスタント
- マリ・クリスティーヌ（初代アシスタント）
- 風間千代子（初代アシスタント）
- 来栖あんな（初代アシスタント）
- 松島トモ子

### レギュラー
- 坂本新兵（レポーター）
- 一条みゆ希（レポーター）
- 河村シゲル（レポーター）
- 高田晃（当時東京12チャンネルアナウンサー、レポーター）
- 小島武夫（麻雀コーナー担当）
- ザ･サラブレッツ（音楽担当）、ほか

### 競馬中継
- 小坂巖（司会）
- 小倉智昭（実況アナウンサー）
- 大川慶次郎（解説者）
- 渡辺正人（解説者）
- 伊藤友康（解説者）